# HEC Paris Innovation & Entrepreneurship Center

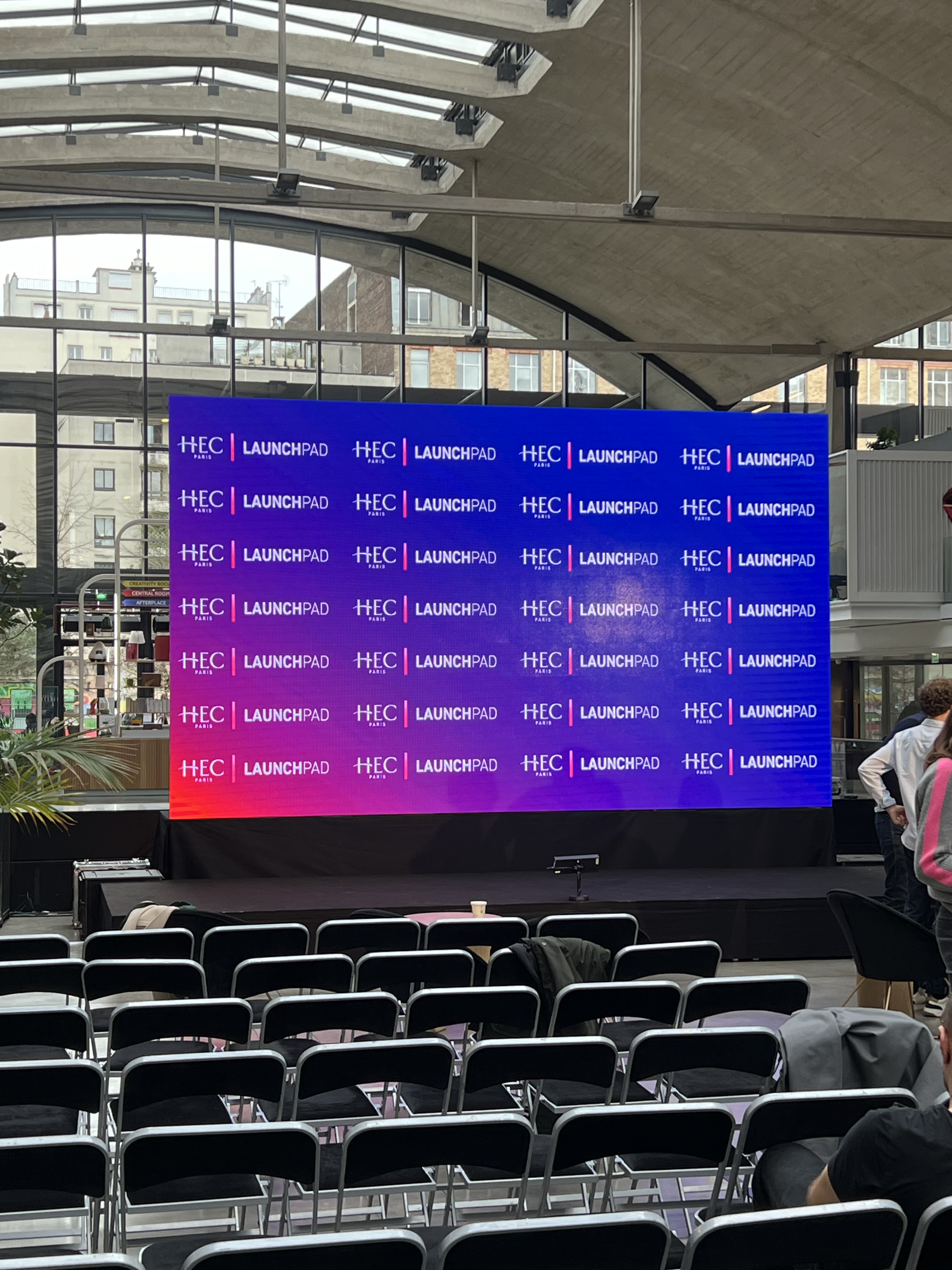
HEC Paris Startup Launchpad Demo Day 2024 na Station F

HEC Paris Innovation & Entrepreneurship Institute é um centro criado para promover a Inovação e o Empreendedorismo na HEC Paris.

## Detalhes
O centro faz parte da Station F e está localizado em Paris e Jouy-en-Josas. Cerca de 500 alunos estão matriculados em turmas dos três graus (Master of Science X-HEC Entrepreneurs ; Master of Science in Innovation and Entrepreneurship e Executive Master of Science in Innovation an Entrepreneurship) do ano letivo. O centro trabalha com o Institut Polytechnique de Paris (mais especificamente a Escola Politécnica) e o Coursera. Os cursos ministrados pelo centro incluem Criatividade, Empreendedorismo Global, Marketing Empreendedor, Criação de Novos Empreendimentos, Financiamento de Empreendimentos, Vendas Empreendedoras e Empreendedorismo Social.
O centro possui diversos programas para alunos de graduação e pós-graduação, bem como para professores, para promover o conceito de empreendedorismo. Várias iniciativas lançadas pelo centro aumentaram a sensibilização para o empreendedorismo e a inovação tanto na comunidade de Jouy-en-Josas como em todo o país.
O instituto está classificado em quarto lugar no ranking "Europe's leading start-up hubs" de 2025 do Financial Times.

## Eventos e atividades
- Accélérateur ESS
- Post incubation
- HECTAR Accelerator L'Oréal Beauty Tech
- Meta X L'Oréal Accelerator Icade startup studio
- Incubateur HEC Paris
- Data for Managers
- HEC Startup Launchpad HEC Challenge +
- HEC Challenge + Afrique
- Igniting Innovation
- CDL - Creative Destruction Lab
- HEC Stand Up
- MOOCs
- Entrepreneurship & Digital Innovation
- HEC–TUM Summer Program
- Startup Sprint[10]

## De tradução
- Este artigo foi inicialmente traduzido, total ou parcialmente, do artigo da Wikipédia em inglês cujo título é «HEC Paris Innovation & Entrepreneurship Institute».Referências

1. ↑  HEC Innovation & Entrepreneurship Center
2. ↑  Innovation & Entrepreneurship Center d’HEC Paris
3. ↑  MSe X-HEC entrepreneur
4. ↑  Executive MSc & MSc in Innovation and Entrepreneurship
5. ↑  CAPGEMINI ET HEC PARIS SIGNENT UNE CONVENTION DE PARRAINAGE POUR AIDER LES FUTURS PROFESSIONNELS À CRÉER L’ENTREPRISE À IMPACT POSITIF DE DEMAIN
6. ↑  Communication – HEC Paris – Innovation & Entrepreneurship Center
7. ↑  HEC Paris créateur de licornes !
8. ↑  HEC Paris
9. ↑  Europe's Leading Start-Up Hubs
10. ↑  5 ans après l’ouverture de son bureau en Côte d’Ivoire, HEC Paris accélère sur l’entrepreneuriat